# 1989 (musikalbum)
1989 är ett studioalbum från 2014 av Taylor Swift. Med albumet rörde hon sig bort från countrypopen till ett mer renodlat poppigt uttryck. Swift har producerat albumet tillsammans med bland andra Max Martin och Shellback. Albumet vann en Grammy för årets album 2016.
Den första singeln från albumet var Shake It Off och släpptes 18 augusti 2014.

## Låtlista
1. Welcome to New York - 3:32
2. Blank Space - 3:51
3. Style - 3:51
4. Out of The Woods - 3:55
5. All You Had To Do Was Stay - 3:13
6. Shake It Off - 3:39
7. I Wish You Would - 3:27
8. Bad Blood - 3:32
9. Wildest Dreams - 3:40
10. How You Get The Girl - 4:07
11. This Love - 4:10
12. I Know Places - 3:15
13. Clean - 4:31

Deluxelåtar:
1. Wonderland - 4:06
2. You Are In Love - 4:28
3. New Romantics - 3:51

## Listplaceringar
| Lista (1989)  | Topplacering |
| ------------- | ------------ |
| Nederländerna | 1            |
| Sverige       | 23           |

## Track listing
| No. | Titel                        | Låtskrivare                               | Producenter                                |
| --- | ---------------------------- | ----------------------------------------- | ------------------------------------------ |
| 1.  | "Welcome to New York"        | - Taylor Swift - Ryan Tedder              | - Tedder - Noel Zancanella - Swift         |
| 2   | "Blank Space"                | - Swift - Max Martin - Shellback          | - Martin - Shellback                       |
| 3   | "Style"                      | - Swift - Martin - Shellback - Ali Payami | - Martin - Shellback - Payami              |
| 4   | "Out of the Woods"           | - Swift - Jack Antonoff                   | - Antonoff - Swift - Martin[a]             |
| 5   | "All You Had to Do Was Stay" | - Swift - Martin                          | - Martin - Shellback - Mattman & Robin     |
| 6   | "Shake It Off"               | - Swift - Martin - Shellback              | - Martin - Shellback                       |
| 7   | "I Wish You Would"           | - Swift - Antonoff                        | - Antonoff - Swift - Greg Kurstin - Martin |
| 8   | "Bad Blood"                  | - Swift - Martin - Shellback              | - Martin - Shellback                       |
| 9   | "Wildest Dreams"             | - Swift - Martin - Shellback              | - Martin - Shellback                       |
| 10  | "How You Get the Girl"       | - Swift - Martin - Shellback              | - Martin - Shellback                       |
| 11  | "This Love"                  | Swift                                     | - Nathan Chapman - Swift                   |
| 12  | "I Know Places"              | - Swift - Tedder                          | - Tedder - Zancanella - Swift              |
| 13  | "Clean"                      | - Swift - Imogen Heap                     | - Heap - Swift                             |

## Personal
Tagna från liner notes
- Taylor Swift – Huvudsång, låtskrivare, producent, exklusiv producent, bakgrundssång, hjärtslag, klapp, shouts, gitarr, sång
- Max Martin – Sångproduktion, produktion, låtskrivare, keyboard, programmering, exklusiv producent, piano, klapp, shouts, bakgrundssång
- Shellback – producent, låtskrivare, gitarr, elgitarr, keyboards, bas, percussion, programmering, shouts, stomps, kompletterande gitarr, knän, ljud, klapp, trummor, bakgrundssång
- Ali Payami - Låtskrivare, producent, keyboards, programmering
- Ryan Tedder – producent, inspelning, låtskrivare, bakgrundssång, piano, juno, gitarr, elgitarr, trumprogrammering
- Noel Zancanella – producent, trumprogrammering, synthesizer, bas
- Jack Antonoff – låtskrivare, producent, bakgrundssång, gitarr, el gitarr, keyboards, bas, trummor
- Nathan Chapman – producent, elgitarr, bas, keyboards, trummor, inspelning
- Imogen Heap – producent, låtskrivare, inspelning, vibraphone, trummor, percussion, programmering, keyboards, bakgrundssång
- Jason Campbell – produktionskoordinator
- Mattman & Robin – producent, programmering, trummor, gitarr, bas, keyboard, percussion
- Greg Kurstin – ytterligare produktion, keyboards
- Niklas Ljungfelt – funkalicious guitar
- Jonas Thander – sax
- Jonas Lindeborg – trumpet
- Magnus Wiklund – trombon
- Michael Ilbert – Inspelning
- Smith Carlson – Inspelning
- Laura Sisk – Inspelning
- Sam Holland – Inspelning
- Matthew Tryba – assistent vid inspelning
- Eric Eylands – assistent vid inspelning
- Brendan Morawski – assistent vid inspelning
- Cory Bice – assistent vid inspelning
- Serban Ghenea – mixing
- John Hanes – ingenjör för mix
- Peter Carlsson – Pro Tools-ingenjör
- Tom Coyne – mastering

### Fotnoter
1. ↑  Rob Sheffield (24 oktober 2014). ”Taylor Swift, 1989, review: 'When it comes to Taylor Swift and supercatchy Eighties pop gloss, too much is never enough'”. Rolling Stone. Arkiverad från originalet den 25 oktober 2014. https://web.archive.org/web/20141025040444/http://www.rollingstone.com/music/albumreviews/taylor-swift-1989-20141024. Läst 1 november 2014.
2. ↑  ”Svenskar Grammy-belönade”. Aftonbladet. http://www.aftonbladet.se/nojesbladet/musik/article22271697.ab.
3. ↑  ”1989”. Swedishcharts. 6 mars 2014. http://dutchcharts.nl/showitem.asp?interpret=Taylor+Swift&titel=1989&cat=a. Läst 1 november 2014.
4. ↑  ”1989”. Swedishcharts. 6 mars 2014. http://swedishcharts.com/showitem.asp?interpret=Taylor+Swift&titel=1989&cat=a. Läst 1 november 2014.